# Bonawe Iron Furnace

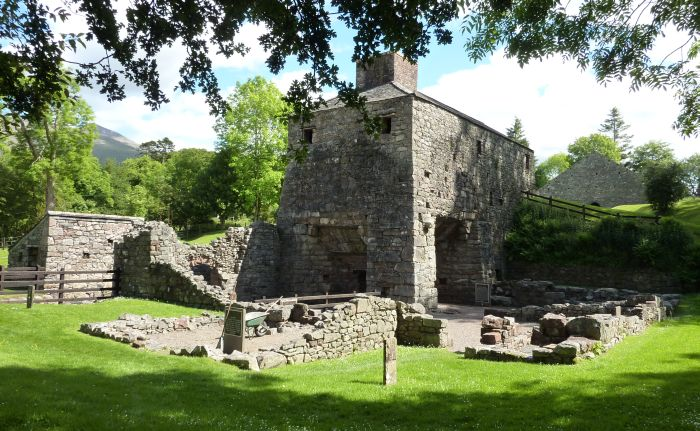
Het gebouw met de hoogoven.

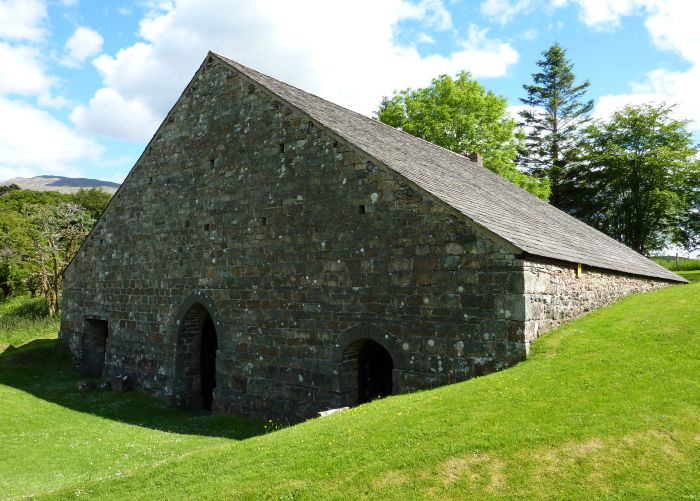
Gebouw voor de opslag van houtskool, gebouwd op een helling.

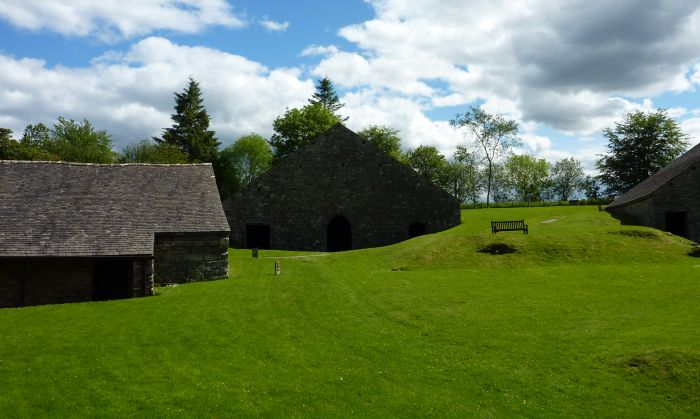
Links het gebouw voor de opslag van ijzererts, in het midden en rechts gebouwen voor de opslag van houtskool.

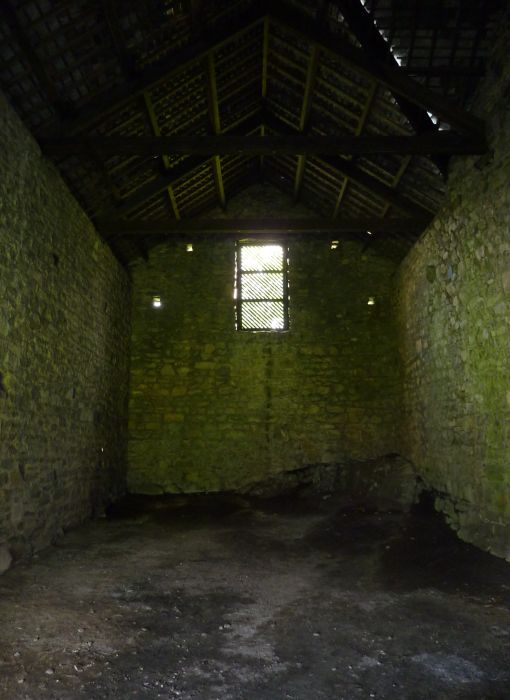
Opslagplaats voor houtskool.

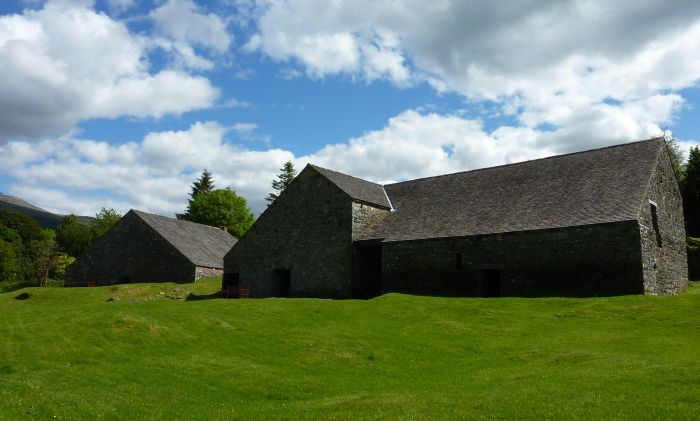
De twee opslagplaatsen voor houtskool.

De Bonawe Iron Furnace, ook wel de Lorn Furnace genoemd, was een industriecomplex uit het midden van de achttiende eeuw met als doel de productie van ruwijzer. Centraal in dit complex was een hoogoven die verhit werd door houtskool. Het complex ligt bij de plaats Bonawe in het district Lorn van de regio Argyll and Bute in Schotland.

## Geschiedenis
Het industriecomplex werd in 1753 gebouwd door de kleine Engelse firma van Richard Ford, genaamd de Newland Company. De plaats Bonawe werd gekozen, omdat daar genoeg hout in de buurt was voor de productie van houtskool. Tevens was er genoeg stromend water om een waterrad aan te drijven. Aangezien de firma zelf gevestigd was in Cumbria, werd de hoogoven in Bonawe beheerd door een lokale vertegenwoordiger van de firma. Tijdens de bouw van het complex werden veel materialen aangevoerd vanuit Cumbria.
Voor het produceren van het ruwijzer moest de oven eerst op temperatuur gebracht worden. Dit kostte ongeveer een week tijd. De oven bleef vervolgens meestal negen maanden continu in gebruik.
Op het economisch hoogtepunt van het complex werkten er 600 mensen. De meerderheid van het personeel was nodig voor het verzamelen van het hout en het fabriceren van de houtskool. De dagproductie kon oplopen tot 2500 kg ruwijzer en de jaarproductie was daarbij ongeveer 700.000 kg. Aangezien het complex geen smederij omvatte, konden er geen afgewerkte ijzeren producten gefabriceerd worden, met uitzondering van simpele voorwerpen zoals kanonskogels. De meerderheid van het ruwijzer werd naar vestigingen van de Newland Company in Cumbria verscheept om daar verder verwerkt te worden.
Vanaf 1750 kwam het gebruik van cokes in hoogovens op gang. De eerste hoogoven in Schotland die gebruik maakte van cokes werd in 1759 gebouwd in de buurt van Falkirk. Deze nieuwe ontwikkeling in de productie van ijzer maakte het complex in Bonawe minder rendabel. In de negentiende eeuw liep de productie sterk terug en in 1876 werd het complex gesloten.

## Bouw
Het deel van het complex dat nodig was voor de productie van het ruwijzer, bestond uit vier losstaande gebouwen. Twee van deze gebouwen waren voor de opslag van houtskool, een van de gebouwen was voor de opslag van het ijzererts en één gebouw omvatte de eigenlijke smeltoven. Naast deze vier gebouwen die een centrale functie hadden, waren er nog gebouwen die met het complex geassocieerd waren, zoals gebouwen voor de huisvesting van de werknemers, een huis voor de lokale vertegenwoordiger van de Newland Company en een aquaduct. Ook was er een pier voor de aanvoer van de ruwe materialen en het verschepen van het eindproduct.

### Opslag van houtskool
Er waren twee gebouwen voor de opslag van houtskool. In deze gebouwen was er ook ruimte voor de opslag van andere producten. Zo bewaarde men de bast van de bomen die men velde, deze bast verkocht men door aan leerlooierijen. De gebouwen waren op een helling gebouwd, waardoor het dak aan de achterzijde van het gebouw laag bij de grond zat. Hierdoor was het gemakkelijk om nieuwe voorraden aan de achterzijde van het gebouw binnen te brengen. Aan de voorzijde, waar de gevel veel hoger was, was het juist gemakkelijker om de producten uit het gebouw te halen door de deuren op grondniveau. De totale opslagcapaciteit van deze twee gebouwen samen was ruim 2500 kubieke meter.

### Opslag van ijzererts
Ook dit gebouw was tegen een helling gebouwd om in- en uitladen te vergemakkelijken. In dit gebouw werden hematiet en andere ertsen, en kalksteen opgeslagen. Al deze producten waren nodig bij de bereiding van ruwijzer.

### Hoogoven
Dit gebouw stond centraal in het functioneren van het gehele complex. Vanuit de zuidelijke vleugel van het gebouw werden de grondstoffen in de oven gebracht. Deze vleugel werd aangeduid als charging house. De grote deur van deze vleugel was op het zuiden gericht. Daar lagen de andere drie gebouwen met de opgeslagen grondstoffen. Ten noorden van de smeltoven was een vleugel ingericht met een blaasbalg, die continu lucht toevoerde naar de oven. Deze vleugel werd aangeduid met blowing house. Aan de oostelijke buitenmuur van het blowing house bevond zich een waterrad dat de blaasbalg voortdurend in beweging hield. Het water voor het waterrad werd vanuit de rivier de Awe aangevoerd via een aquaduct. Aan de westzijde van de smeltoven bevond zich een derde vleugel, genaamd het casting house. In deze laatste vleugel werd het gesmolten ijzer in ruwijzeren staven gegoten. Ook de slakken, een bijproduct van de productie van ruwijzer, kwam aan deze zijde van de oven naar buiten.

## Beheer
Bonawe Iron Furnace wordt beheerd door Historic Scotland.